# Conquista di Babilonia (331 a.C.)
La conquista di Babilonia da parte dell'esercito macedone di Alessandro Magno avvenne il 21 ottobre 331 a.C. Dopo aver sconfitto l'esercito achemenide nella Battaglia di Gaugamela, Alessandro Magno decise di marciare verso la città, che si arrese rapidamente all'arrivo dei vincitori.
Pur non rappresentando un grande avvenimento sul piano militare, la caduta di Babilonia fu una tappa centrale nella campagna militare di Alessandro, che si trovò per la prima volta ad occupare una delle grandi città dell'Impero persiano. Sempre per la prima volta, inoltre, Alessandro decise di lasciare il governo di una satrapia nelle mani di un aristocratico persiano.

## Antefatto
La città di Babilonia era stata conquistata dai Persiani nel 539 a.C., in seguito alla vittoria riportata dall'imperatore Ciro sull'esercito babilonese nella Battaglia di Opis. In origine i nuovi conquistatori furono in grado di costruire un consenso all'interno della città, ma nel corso degli oltre due secoli di dominazione i rapporti si deteriorarono. Le ragioni principali dell'ostilità babilonese nei confronti della dinastia achemenide vanno ricercati nella tassazione eccessiva e nel disinteresse dei Persiani per la religione e le tradizioni locali. Il tempio di Marduk, principale santuario della città, si trovava infatti in pessime condizioni.

## L'occupazione
Il 1 ottobre l'esercito macedone sconfisse in maniera decisiva l'esercito achemenide nei pressi di Gaugamela, un villaggio situato a diversi giorni di marcia a nord di Babilonia. In seguito alla disfatta, l'imperatore persiano Dario III si ritirò verso oriente con le forze che gli erano rimaste, contando di trovare rifugio nelle zone montagnose ai margini dell'altopiano iranico. Posto di fronte alla scelta se inseguire subito l'avversario, Alessandro Magno decise invece di dirigersi verso sud, per occupare Babilonia, rimasta sguarnita. L'esercito macedone raggiunse la città verso la fine del mese, pronto a stringerla d'assedio.
Non vi fu, però, alcuna battaglia. Il satrapo di Babilonia, il nobile persiano Mazeo, decise di arrendersi spontaneamente agli invasori. Le ragioni per la sua decisione erano molteplici. Se, da un lato, la sconfitta di Dario III precludeva l'ipotesi di ricevere rinforzi e non permetteva quindi di organizzare una difesa efficace, d'altro canto Mazeo era consapevole che una resa repentina gli avrebbe permesso di ottenere condizioni molto favorevoli.

## Le disposizioni di Alessandro
Grazie alla sua resa, Mazeo venne lasciato al governo della satrapia di Babilonia, ma i suoi poteri furono largamente ridotti. Il comando della guarnigione della provincia venne affidato ad Apollodoro, un militare macedone, mentre la riscossione delle imposte fu assegnata ad Asclepiodoro, un altro macedone. Queste limitazioni condizionavano fortemente la libertà d'azione di Mazeo, che si trovava ad avere un potere decisivo solo in campo giudiziario. La scelta di lasciare il vecchio governatore persiano in carica, di conseguenza, sembra essere stata una soluzione di compromesso, non solo perché Alessandro doveva premiare Mazeo per la sua collaborazione, ma anche perché i nuovi conquistatori non disponevano delle conoscenze necessarie per gestire l'amministrazione della giustizia a Babilonia.
Alessandro cercò anche di garantirsi l'appoggio della classe sacerdotale della città, che godeva di una grande influenza sulla popolazione. Anche a causa dello scontento dei sacerdoti nei confronti degli imperatori achemenidi, che avevano lasciato andare in rovina i templi della città, essi erano pronti a sostenere i nuovi occupanti. Per conquistare la loro fiducia, Alessandro ordinò di restaurare il grande tempio di Marduk, investendo nel progetto una parte delle immense ricchezze che erano state trovate nei palazzi dei sovrani persiani.
Come già accaduto in Egitto, anche a Babilonia Alessandro cercò di presentarsi alla popolazione come sovrano legittimo, assumendo alcuni elementi della tradizione locale. Come si legge sulle tavolette d'argilla risalenti a quest'epoca, il re utilizzò i titoli regali tipici della tradizione mesopotamica, tra cui "Re del Mondo" (LUGAL.ŠÚ) e "Re delle terre" (LUGAL.KUR.KUR). Anche in questo caso, si trattava di una cesura abbastanza netta con la politica achemenide, che aveva prestato scarso interesse ai titoli locali.

## Conseguenze
Dopo aver soggiornato in città per circa un mese, dando ai suoi soldati la possibilità di riposarsi, Alessandro Magno lasciò Babilonia per dirigersi verso Susa, un'altra delle città più importanti dell'Impero achemenide. A Babilonia rimase, oltre al satrapo Mazeo e agli ufficiali Apollodoro e Asclepiodoro, una guarnigione di circa settecento soldati macedoni. La città mantenne questo assetto fino alla morte di Mazeo, avvenuta per cause naturali nel 328 a.C.
Le decisioni prese da Alessandro a Babilonia ebbero un'importanza straordinaria, perché costituirono un precedente decisivo per la gestione dei territori che furono conquistati negli anni successivi. Anche la città di Susa si arrese senza combattere e il satrapo della regione, il persiano Abulites, riuscì ad ottenere un trattamento simile a quello di Mazeo, vedendosi confermato nel ruolo di governatore.

### Fonti antiche
- Arriano, Anabasi di Alessandro.
- Curzio Rufo, Storie di Alessandro Magno.
- Diodoro Siculo, Biblioteca storica.
- Giustino, Epitome delle Storie di Pompeo Trogo.
- Plutarco, Vite Parallele.

### Fonti secondarie
- Badian, Ernst: Collected Papers on Alexander the Great, Londra 2012.
- Briant, Pierre: Histoire de l’Empire Perse. De Cyrus à Alexandre, Parigi 1996.
- Dandamaev, Muhammad: Achaemenid Mesopotamia. Traditions and Innovations, in: Continuity and Change (Achaemenid History VIII), Leiden 1994, pp. 229–234.
- Hammond, Nicholas: Alexander der Große. Feldherr und Staatsmann, tradotto da Martin Pfeiffer, Monaco/Berlino 2001.
- Lane Fox, Robin: Alexander der Grosse. Eroberer der Welt, tradotto da Peter Zentner e Peter Dering, Stoccarda 2005.
- van der Spek, Bert: Multi-ethnicity and ethnic segregation in Hellenistic Babylon, in: Ethnic Constructs in Antiquity. The Role of Power and Tradition, ed. da Ton Derks e Nico Roymans (Amsterdam Archaeological Studies 13), Amsterdam 2009, pp. 101–115
- Wiemer, Hans-Ulrich: Alexander der Große, Monaco di Baviera 2015.
- Wiesehöfer, Josef: La Persia Antica, Bologna 2003.
- Wiesehöfer, Josef: Mazaios, in: Der Neue Pauly (vol. 7), Stoccarda/Weimar 1999, col. 1081-1082.